# Ватиканский кодекс 1873
Ватика́нский ко́декс 1873 (лат. Codex Vaticanus latinus 1873, условное обозначение V) — один из двух наиболее ранних манускриптов, содержащих текст «Деяний» — сочинения крупнейшего позднеримского писателя-историка IV века Аммиана Марцеллина. Как свидетельствует название, рукопись хранится в Ватиканской библиотеке.

## Особенности рукописи
Писчим материалом рукописи является пергамен. Рукопись состоит из 208 листов размером 27,5 х 24 см, исписанных с обеих сторон. На каждой странице помещается 27 — 30 строк. Текст манускрипта выполнен одним из наиболее распространённых в средневековой Европе островным шрифтом (scriptura Scottica), написан несколькими людьми и содержит многочисленные исправления, сделанные, главным образом, вскоре после появления рукописи, а также (в ряде мест) в эпоху Возрождения. Несколько сигнатур (на страницах 41, 42, 78, 208) свидетельствуют о том, что какое-то время Ватиканский кодекс принадлежал бенедиктинскому Фульдскому монастырю (г. Фульда, Германия), где, как показывает палеографический анализ, скорее всего, он и был создан.

## История открытия и изучения, датировка

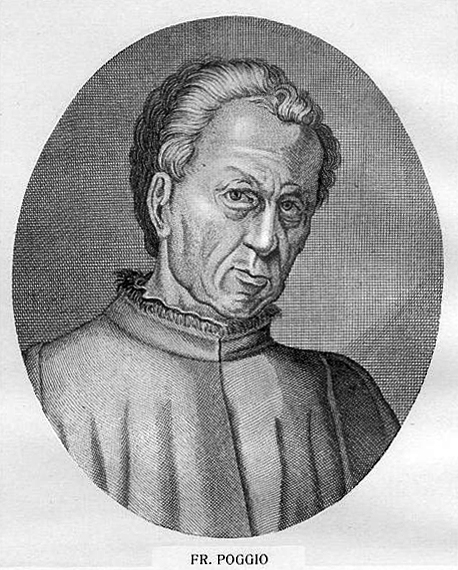
Поджо Браччолини

Ватиканский кодекс 1873 был обнаружен в начале XV века итальянским гуманистом Поджо Браччолини в Фульдском монастыре , аббатом которого в тот период являлся Иоганн I Мерлау. С местом находки связано второе название этого манускрипта — Фульдская рукопись (лат. Codex Fuldensis). Поджо вывез рукопись в Италию, где передал её кардиналу Оддоне Колонна — будущему папе Мартину V. Поскольку Колонна в 1417 году стал уже римским папой, то Фульдская рукопись оказалась в Италии не позднее этого времени; в 1423 году манускрипт всё еще находился в распоряжении Мартина V.
Известно о том, что Мартин V разрешил Никколо Никколи — другу Поджо Браччолини — снять копию с Фульдского манускрипта, которая впоследствии хранилась в библиотеке монастыря Св. Марка во Флоренции.
В издании «Деяний» под редакцией Генриха Валезия 1636 года Фульдская рукопись упоминается уже в качестве Codex Vaticanus, исходя из чего можно сделать вывод, что к этому времени она уже находилась в Библиотеке Ватикана.
Наибольший вклад в изучение Ватиканского кодекса 1873 (как и рукописной традиции «Деяний» Аммиана Марцеллина в целом) внёс немецкий исследователь Виктор Гардтхаузен, а также его соотечественник Франц Эйссенхардт и американец Чарльз Кларк.
Результаты палеографического исследования Codex Vaticanus 1873 позволяют датировать его приблизительно концом IX века.

## Взаимосвязи с другими рукописями «Деяний»

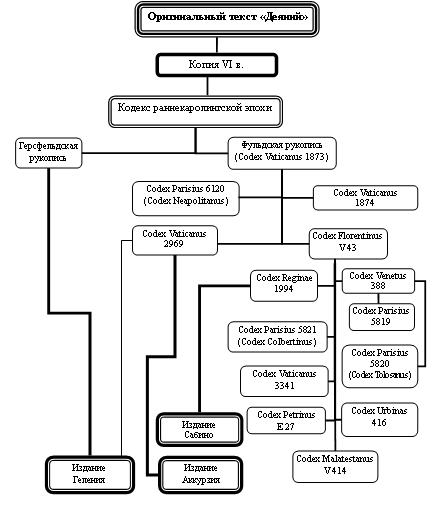
Схема взаимосвязей между рукописями и ранними изданиями «Деяний» (по Ч. Кларку)

Скорее всего, Ватиканский кодекс 1873 является списком с более раннего манускрипта раннекаролингской эпохи, содержавшего полный текст «Деяний» Аммиана Марцеллина. Каролингский же манускрипт, по всей видимости, является копией с рукописи «Деяний» VI века, списанной, в свою очередь, с оригинального текста (так называемого архетипа) самого Аммиана Марцеллина .
Ватиканский кодекс 1873 лежит в основе всех остальных сохранившихся на сегодняшний день манускриптов, содержащих текст «Деяний»:
- Codex Vaticanus 1874
- Codex Vaticanus 2969
- Codex Vaticanus 3341
- Codex Parisius 5819
- Codex Parisius 5820
- Codex Parisius 5821
- Codex Parisius 6120
- Codex Florentinus
- Codex Reginae 1994
- Codex Venetus 388
- Codex Petrinus
- Codex Urbinas 416
- Codex Malatestanus

На основе одной из этих рукописей (Codex Reginae 1994) в Риме в 1474 году вышло первое печатное издание «Деяний» (editio princeps) под редакцией Анджело Сабино.